# Droga wojewódzka nr 703
Droga wojewódzka nr 703 (DW703) – droga wojewódzka przebiegająca w całości na terenie województwa łódzkiego, przez powiaty: poddębicki, łęczycki i łowicki.
W sumie droga ta liczy ok. 84 km. Na odcinku ok. 2 km (Poddębice) pokrywa się z DK72. Droga połączona jest z autostradą A2 węzłem Wartkowice, oraz z autostradą A1 węzłem Piątek.

## Miejscowości leżące przy trasie DW703
- Porczyny (DW473)
- Poddębice (DK72)
- Stary Gostków (DW469)
- Łęczyca (DK91)
- Piątek (DW702)
- Łowicz (DK14)